# Deer-Reserve-Nationalpark
Der Deer-Reserve-Nationalpark (englisch Deer Reserve National Park) ist ein 32,8 Quadratkilometer großer Nationalpark in Queensland, Australien. Der Name geht auf  Königin Victoria zurück, die 1873 der Regierung von Queensland Rothirsche (engl.: Deer) schenkte, die daraufhin in ein umzäuntes Gebiet (engl.: Reserve), der heutige Nationalpark, gebracht wurden.

## Lage
Er liegt in der Region South East Queensland etwa 65 Kilometer nordwestlich von Brisbane und 200 Kilometer südlich von Hervey Bay. Die nächstgelegene Stadt ist Esk. Von hier erreicht man den Park über den Brisbane Valley Highway. Etwa 4 Kilometer nördlich zweigt, die Esk Kilcoy Road Richtung Kilcoy ab. Nach 20 Kilometern, auf der Höhe des kleinen Ortes Somerset Dam, passiert man den Nationalpark. Es gibt dort allerdings keine Besuchereinrichtungen.
In der Nachbarschaft liegen die Nationalparks Esk, Bellthorpe und D’Aguilar.

## Landesnatur
Der Deer-Reserve-Nationalpark umfasst das Gebiet um den 677 Meter hohen Mount Brisbane, der sich 500 Meter über den Stanley River und den Stausee Lake Somerset erhebt.

## Flora
Es wächst offener Eukalyptus- und subtropischer Regenwald, der einige als gefährdet eingestufte Pflanzen beheimatet, z. B. Rusty Vine (Marsdenia hemiptera), Haloragis exalata, Plectranthus leiperi, Notelaea lloydii, Yellow Satinheart (Bosistoa transversa) und Hernandia bivalvis.